# Cantonul Saint-Étienne-Nord-Ouest-2
Cantonul Saint-Étienne-Nord-Ouest-2 este un canton din arondismentul Saint-Étienne, departamentul Loire, regiunea Rhône-Alpes, Franța.

## Comune
- Roche-la-Molière
- Saint-Étienne (parțial, reședință)
- Saint-Genest-Lerpt